# Kambsdalur
Kambsdalur è il villaggio delle Isole Fær Øer di più recente costituzione.
Venne fondato il 5 ottobre 1985 nella valle "Ytri Dalur" che è divisa tra la municipalità di Gøta che quella di Fuglafjørður. Ciononostante il villaggio di Kambsdalur occupa solo la parte di valle appartenente a Fuglafjørður, e che venne acquistata da questo comune nel 1981.
Kambsdalur, nella sua breve esistenza, si è sviluppato in un centro servizi. A Kambsdalur è possibile trovare il centro sportivo regionale, un negozio di oggetti in legno, diverse imprese di servizi di meccanica, e soprattutto il centro regionale di istruzione giovanile, compresa una scuola superiore e una scuola di economia. Nonostante ciò la popolazione del villaggio non ha avuto una crescita vertiginosa. Nel 2005 Kambsdalur aveva 170 abitanti. Molti meno della notevole quantità di posti di lavoro disponibili nel villaggio.
Kambsdalur deve essere visto come un esempio della cultura faroese del pendolarismo. Non si tratta infatti del tipico villaggio delle Faroer, progettato esplicitamente come luogo di lavoro. La sua importanza risiede nel fatto che si trova abbastanza vicino a gran parte delle principali città delle Faroer settentrionali, tra cui Fuglafjørður, Leirvík, Gøta, Runavík e Klaksvík.